# Haj Azgajin Kongres
Haj Azgajin Kongres (armeniska: Հայ Ազգային Կոնգրես), förkortas HAK på armeniska transkriberat till latinska bokstäver, ANC på engelska, är en koalition av 13 oppositionspartier i Armenien lett av Levon Ter-Petrossian och bildat år 2008. 
HAK ställde för första gången upp i ett parlamentsval år 2012. I valet fick man 5,3 % av rösterna vilket gav 7 mandat i parlamentet.